# Kåre Jensen
Kåre Jensen (født 2. februar 1996) er en dansk fodboldspiller, der spiller for Kolding IF.

## Karriere

### SønderjyskE
Han blev rykket op på førsteholdet i juni 2015 sammen med Sebastian Sommer Sørensen.
I en pressemeddelelse offentliggjorde SønderjyskE den 19. januar 2016, at kontrakten var blevet ophævet, en kontrakt der var blevet indgået et halvt år tidligere. Kåre Jensen nåede ikke at spille en kamp for SønderjyskE i Superligaregi.

### Kolding IF
Den 22. januar 2016 offentliggjorde Kolding IF, at Kåre Jensen skiftede til Kolding IF.